# Bohdan Pniewski

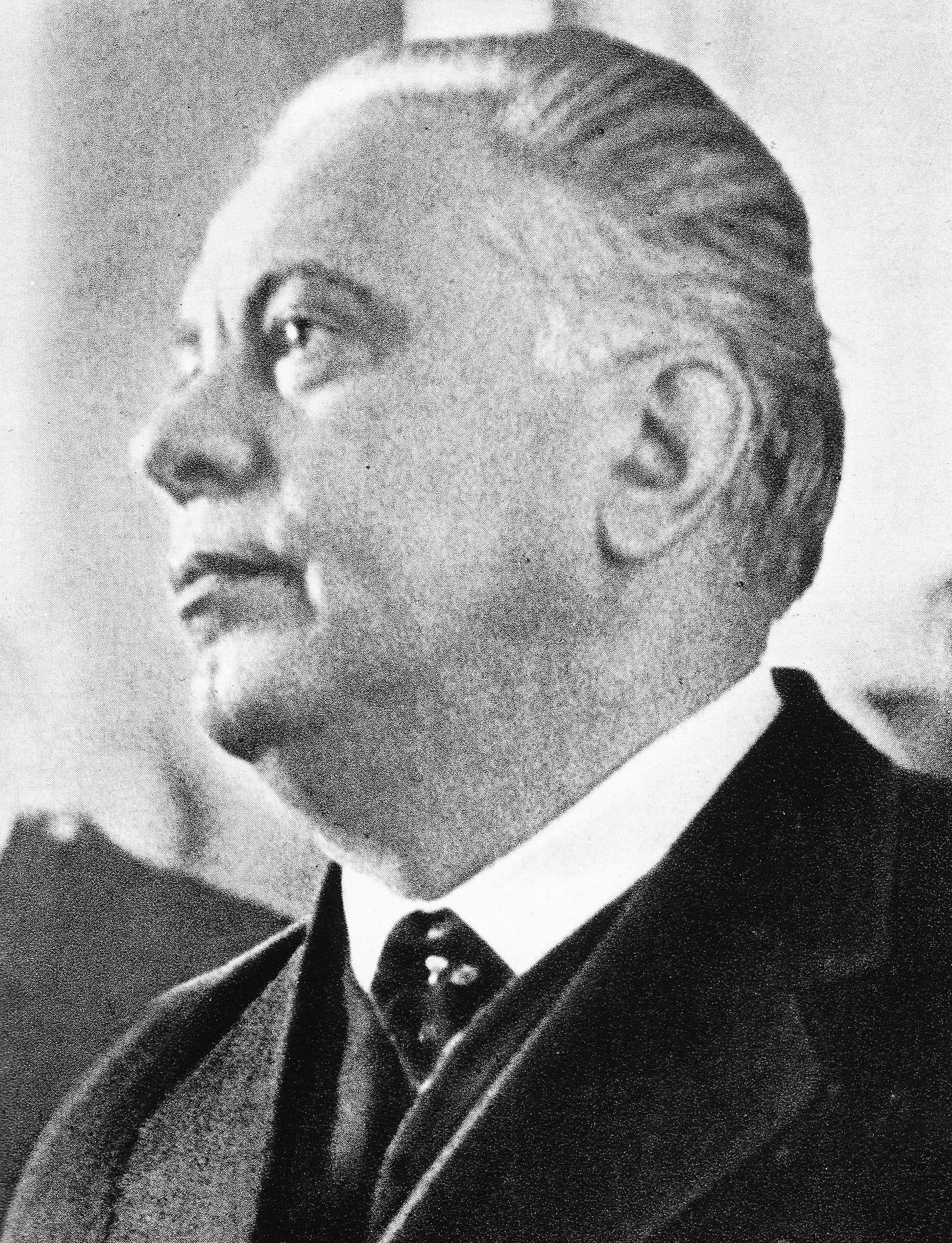
Bohdan Pniewski

Bohdan Wiktor Kazimierz Pniewski (* 26. August 1897 in Warschau; † 5. September 1965 ebenda) war ein polnischer Architekt und Vertreter der Moderne. Er entwarf vor und nach dem Zweiten Weltkrieg bedeutende Gebäude für Warschau und wirkte als Professor an zwei Warschauer Hochschulen.

## Leben
Pniewski war das älteste von vier Kindern des Bankangestellten Wiktor Pniewski (1849–1918) und dessen zweiter Frau Helena, geb. Kieszkowska (1876–1965). Er besuchte die spezialisierte Grundschule von Karol Szulc und von 1906 bis 1914 das vom Verband der Techniker geleitete Warschauer Stanisław Staszic-Lizeum. In diese Zeit fällt sein Beitritt zu der im Untergrund operierenden 16. Warschauer Pfadfindergruppe (poln.: 16 Warszawska Drużyna Harcerzy im. Zawiszy Czarnego), die er ab 1915 leitete.
1914 lernte Pniewski an der Baufakultät der Wawelberg- und Rotwand-Schule für Mechanik und Technik (poln.: Szkoła Mechaniczno-Techniczna Hipolita Wawelberga i Stanisława Rotwanda) an der Ulica Mokotowska. Hier absolvierte er Praktika bei Jan Fryderyk Heurich, Rudolf Świerczyński, Karol Jankowski und Kazimierz Skórewicz.
Da er 1915 an der neu gegründeten Architekturfakultät der Warschauer Technischen Universität nicht angenommen wurde, arbeitete er zunächst zwei Jahre lang als Grafiker. Er wurde zweimal für seine Arbeiten prämiert. 1917 begann er dann sein Studium an der Politechnika. Er war Mitglied der Studentenverbindung Welecja.

### Zwischenkriegszeit
Zu Kriegsende 1918 war er im Rahmen von Aktivitäten der vormaligen Pfadfinder-Einheit an der Entwaffnung deutscher Truppen beteiligt. Im Jahr 1920 nahm Pniewski unter General Gustaw Orlicz-Dreszer am Polnisch-Sowjetischen Krieg teil. Er wurde verwundet und ausgezeichnet. Am 1. Februar 1922 heiratete er Jadwiga Dąbrowska, mit der er eine Tochter (Barbara) hatte. Sein Architekturstudium schloss er 1923 ab. Studien zur Bildhauerei schlossen sich unter Tadeusz Breyer und Edward Wittig an. 1932 wurde er als Professor an die Warschauer Akademie der Schönen Künste (Fakultät für Architektur und Monumentalkunst) berufen.
Pniewski entwarf zunächst in einem funktionalistischen Stil und folgte somit zeitgenössischen, avantgardistischen Strömungen. Zu einem seiner wichtigsten Werke dieser Zeit gehörte die “Słońce”-Wohnsiedlung an der Ulica Madalińskiego 83-95. Er baute auch den Brühl-Palast zum Sitz des Außenministeriums um. 1928 wurde er für seinen Entwurf der polnischen Botschaft in Sofia ausgezeichnet und 1937 erhielt er den Orden „Wawrzyn Akademicki“ in Gold der Polska Akademia Literatury für seine Verdienste um die polnische Kunst. Pniewski war Mitbegründer des Architektenverbandes SARP und von 1934 bis 1939 Leiter des Kunstpropaganda-Institutes (poln.: Instytut Propagandy Sztuki). Gemeinsam mit Józef Szanajca, Stanisław Brukalski und Bohdan Lachert entwarf er den prämierten polnischen Pavillon bei der Weltausstellung in Paris im Jahr 1937.

### Zweiter Weltkrieg und Nachkriegszeit
Bereits zu Kriegsbeginn musste der Architekt seine Villa (heute als erdgeschichtliches Museum genutzt) an der Weichselböschung räumen. Er beteiligte sich an der Ausbildung im Untergrund. Mehrfach war er Jurymitglied von geheimen Ausschreibungen zum Wiederaufbau Warschaus. Nach dem Krieg arbeitete er beim städtischen Wiederaufbaubüro (Biuro Odbudowy Stolicy). 1946 erhielt er einen Lehrstuhl an der Politechnika und entwarf viele repräsentative Gebäude für die polnische Hauptstadt. Zunächst konnte er seine Entwürfe durchsetzen (z. B. das Kommunikationsministerium und Gebäudeteile des Sejms), ab den 1950er Jahren musste er zunehmend Änderungen seiner Entwürfe akzeptieren (z. B. der Sitz des Polnischen Radios an der Ulica Niepodległości und das Gebäude der Nationalbank). 1949 wurde er wegen zunehmender Kontroversen mit den sozialistischen Stadtplanern aus dem Dienst der Akademie der Schönen Künste entlassen; die Rehabilitierung erfolgte erst 1957. Ein großes Projekt der ausgehenden 1950er war der Bau des Hotels “Dom Chłopa” neben der Nationalbank. Die letzte von ihm realisierte Arbeit betraf die Gestaltung einer neuen (rückwärtigen) Fassade des Teatr Wielki.
Er wurde auf dem Powązki-Friedhof an der Allee der Verdienstvollen bestattet.

## Bauten (Auswahl)
- Hotel “Patria” in Krynica-Zdrój (1927–1933)
- Umbau des Brühl-Palastes (1932)
- Gerichtsgebäude an der Ulica Leszno (1935–1939)
- Gebäude der Städtischen Kreditgesellschaft an der Ulica Polna (1939–1946)
- Gebäude der Nationalbank (1947–1955)
- Wiederaufbau des Hotels Europejski (1949)
- Ballettschule in der Ulica Moliera (1952)
- Wohnsiedlung „Szosa Krakowska“ im Warschauer Stadtteil Ochota (1960er Jahre)
- Staatliches Aktenarchiv in Ochota